# NGC 5885
NGC 5885 (другие обозначения — MCG -2-39-13, IRAS15123-0954, PGC 54429) — спиральная галактика с перемычкой (SBc) в созвездии Весы.
Этот объект входит в число перечисленных в оригинальной редакции «Нового общего каталога».